# Ique Woitschach
Victor Henrique Woitschach, mais conhecido como Ique Woitschach (Campo Grande, 1962) é um cartunista, escultor, ilustrador e artista plástico brasileiro. É conhecido por esculturas como a do poeta Manoel de Barros no centro de Campo Grande e seus trabalhos como chargista do Jornal do Brasil.
Publicou também no jornal O Dia e no diário esportivo Lance. Colaborou para inúmeras revistas como a Veja, Playboy, Vejinha, Mad, Fatos, Courrier International e Revista da Semana. Ganhou dois prêmios Esso de Jornalismo. É escultor com seis trabalhos em bronze no Rio de Janeiro: O Corneteiro de Pirajá, em Ipanema, João Saldanha no Maracanã, o Coimbra na Bolsa de Artes do Rio de Janeiro, Michael Jackson na laje da comunidade do Santa Marta, Chacrinha no Jardim Botânico, e a inédita homenagem em vida ao cantor e compositor Martinho da Vila. Sua escultura foi instalada no mirante do Vale Encantado, na cidade de Duas Barras, onde o artista nasceu.
Trabalhou até 2014 como autor roteirista da TV Globo escrevendo e desenhando o humorístico Zorra Total. É hoje diretor executivo de sua empresa, a iQ Criação iLtda. Em 2017, esculpiu a estátua do poeta Manoel de Barros em Campo Grande.